# تاون‌هال نیویورک
تاون‌هال نیویورک یک محل اجرا واقع در خیابان ۱۲۳ غربی کوچهٔ ۴۳ بین خیابان ششم و خیابان برادوی میدتاون، منهتن شهر نیویورک است. این ساختمان در ۱۲ ژانویهٔ ۱۹۲۱ ساخته شده است و دارای ۱٬۵۰۰ صندلی برای هر نفر است. در سال ۲۰۱۲ سازمان پارک‌های ملی ساختمان تاون‌های نیویورک را ثبت ملی اماکن تاریخی کرد و در سال ۲۰۱۳ به عنوان یک لندمارک تاریخی ملی به رسمیت شناخت.